# Horacio Tavera
Horacio Tavera es un actor colombiano con una extensa trayectoria que comenzó a mediados de la década de 1980.

## Biografía

### Carrera
Tavera logró el reconocimiento en su natal Colombia con su interpretación de El Chacho en la telenovela Amar y vivir en 1988. El mismo año apareció en la serie de televisión La Posada. 
Inició la década de 1990 apareciendo en la producción de televisión La casa de las dos palmas en 1991. 
Dos años después integró el elenco de la telenovela La potra zaina y en 1995 actuó en la serie Sobrevivir.
En 1998 tuvo su debut en el cine colombiano interpretando el papel de Córdoba en Golpe de estadio del reconocido director Sergio Cabrera.
Retornó al cine en 2004 en la película colombo-española Perder es cuestión de método, también bajo la dirección de Sergio Cabrera. Ese mismo año actuó en la telenovela La viuda de la mafia, y dos años después encarnó a Raúl Oliverio  "El Mañanitas" en La hija del mariachi. El amor en los tiempos del cólera, adaptación cinematográfica de 2007 de la obra literaria de Gabriel García Márquez, fue su siguiente participación en el cine colombiano. 
En 2013 integró el elenco de la telenovela Amo de casa y dos años después encarnó a Ramiro en la cinta La semilla del silencio de Juan Felipe Cano.

## Filmografía

### Televisión
- 2025 - La venganza de Analía 2 - Juvenal
- 2023 - El turno de la noche - Edgardo[3]
- 2019 - El Bronx
- 2017 - El Comandante
- 2016 - La viuda negra 2
- 2013 - Amo de casa - Jorge
- 2012-2013- Pobres Rico - Eliodoro Guacheta"Killer"
- 2011 - El Joe, la leyenda
- 2011 - El man es Germán - "El Baby Soriano"
- 2009 - Los Victorinos
- 2008 - Aquí no hay quién viva - Ramón (Ep: Érase un ratón de laboratorio 2)
- 2006 - Floricienta - Entrenador
- 2006 - La hija del mariachi
- 2005- Casados con hijos - Evaristo (Ep: El Pasado no perdona 1 y 2)
- 2004 - La viuda de la mafia
- 2004 - Amor de mis amores
- 1999 - El Fiscal
- 1998-2000 - Héroes de turno
- 1997-1998 - Hombres de honor - Sargento Viceprimero Miguel Ángel Paez
- 1995 - El manantial
- 1995 - Sobrevivir
- 1993 - La potra zaina
- 1991 - La casa de las dos palmas
- 1989 - La posada
- 1988 - Amar y vivir

### Cine
- 2019 - Dedicada a mi ex
- 2015 -  La semilla del silencio
- 2007 - El amor en los tiempos del cólera
- 2004 - Perder es cuestión de método
- 1998 - Golpe de estadio
- 1993 - Puerta grande
- 1988 - La Posada